# Nữ thần Tự do dẫn dắt nhân dân
Nữ thần Tự do dẫn dắt nhân dân (tiếng Pháp: La Liberté guidant le peuple) là một tác phẩm của họa sĩ trường phái lãng mạn Eugène Delacroix về cuộc cách mạng tháng Bảy năm 1830 tại Paris. Trong khung cảnh khói lửa của cuộc chiến Delacroix mô tả một phụ nữ cầm là cờ ba màu đại diện cho tự do. Nhân vật cậu bé bên phải người phụ nữ đã gợi cảm hứng cho nhà văn Victor Hugo sáng tạo nhân vật Gavroche trong cuốn tiếu thuyết Những người khốn khổ. Nữ thần Tự do dẫn dắt nhân dân, có lẽ là tác phẩm nổi tiếng nhất của Eugène Delacroix, hiện được trưng bày tại bảo tàng Louvre, nước Pháp.